# Schalotomis roseothorax
Schalotomis roseothorax là một loài bướm đêm thuộc phân họ Arctiinae, họ Erebidae.